# Associazione Sportiva Sorrento 1987-1988
Questa voce raccoglie le informazioni riguardanti l'Associazione Sportiva Sorrento nelle competizioni ufficiali della stagione 1987-1988.

## Rosa
| N. |                   | Ruolo | Calciatore           |
| -- | ----------------- | ----- | -------------------- |
|    | Italia (bandiera) | P     | Antonino Ferone      |
|    | Italia (bandiera) | P     | Francesco Anellino   |
|    | Italia (bandiera) | A     | Ernesto Apuzzo       |
|    | Italia (bandiera) | A     | Maurizio Balistrieri |
|    | Italia (bandiera) | D     | Giovanni Bucaro      |
|    | Italia (bandiera) | A     | Mario Cantone        |
|    | Italia (bandiera) | P     | Francesco Caporossi  |
|    | Italia (bandiera) | C     | Pasquale Casale      |
|    | Italia (bandiera) | A     | Luigi Castellone     |
|    | Italia (bandiera) | D     | Gianluca Cesaro      |
|    | Italia (bandiera) | D     | Giovanni De Martino  |

| N. |                   | Ruolo | Calciatore          |
| -- | ----------------- | ----- | ------------------- |
|    | Italia (bandiera) | A     | Ciro Donnarumma     |
|    | Italia (bandiera) | D     | Ciro Esposito       |
|    | Italia (bandiera) | D     | Vincenzo Feola      |
|    | Italia (bandiera) | D     | Adis Feruglio       |
|    | Italia (bandiera) | C     | Salvatore Ianniello |
|    | Italia (bandiera) | C     | Antonio Magliocca   |
|    | Italia (bandiera) | C     | Alessandro Pane     |
|    | Italia (bandiera) | C     | Jonni Pivetta       |
|    | Italia (bandiera) | C     | Guido Veglia        |
|    | Italia (bandiera) | D     | Walter Vio          |
|    | Italia (bandiera) | C     | Alessandro Vitti    |

## Risultati

### Campionato

#### Girone di andata
| 20 settembre 1987 1ª giornata | Turris | 2 – 4 | Sorrento |  |

| 27 settembre 1987 2ª giornata | Sorrento | 2 – 0 | Vigor Lamezia |  |

| 4 ottobre 1987 3ª giornata | Afragolese | 1 – 1 | Sorrento |  |

| 11 ottobre 1987 4ª giornata | Sorrento          | 3 – 0 | Latina | \| Arbitro: \| Ravelli (Bergamo) \| |
| Arbitro:                    | Ravelli (Bergamo) |       |        |                                     |

| 18 ottobre 1987 5ª giornata | Sorrento | 1 – 0 | Valdiano 85 |  |

| 25 ottobre 1987 6ª giornata | Juventus Stabia | 0 – 0 | Sorrento |  |

| 1º novembre 1987 7ª giornata | Sorrento | 3 – 1 | Ercolanese |  |

| 8 novembre 1987 8ª giornata | Siracusa | 0 – 0 | Sorrento |  |

| 15 novembre 1987 9ª giornata | Sorrento | 0 – 0 | Benevento |  |

| 22 novembre 1987 10ª giornata | Pro Cisterna | 1 – 0 | Sorrento |  |

| 29 novembre 1987 11ª giornata | Palermo | 1 – 0 | Sorrento |  |

| 6 dicembre 1987 12ª giornata | Sorrento | 2 – 1 | Cavese |  |

| Arbitro: | Cafaro (Grosseto) |

|                          |           |  |
| Fabbiano 32’, 62’ (rig.) | Marcatori |  |

| 20 dicembre 1987 14ª giornata | Sorrento | 0 – 0 | Kroton |  |

| 3 gennaio 1988 15ª giornata | Atletico Catania | 1 – 1 | Sorrento |  |

| 10 gennaio 1988 16ª giornata | Sorrento | 1 – 0 | Giarre |  |

| 17 gennaio 1988 17ª giornata | Trapani | 0 – 0 | Sorrento |  |

#### Girone di ritorno
| 24 gennaio 1988 18ª giornata | Sorrento | 0 – 0 | Turris |  |

| 31 gennaio 1988 19ª giornata | Vigor Lamezia | 1 – 0 | Sorrento |  |

| 7 febbraio 1988 20ª giornata | Sorrento | 1 – 0 | Afragolese |  |

| 21 febbraio 1988 21ª giornata | Latina | 1 – 0 | Sorrento |  |

| 28 febbraio 1988 22ª giornata | Valdiano 85 | 1 – 1 | Sorrento |  |

| 6 marzo 1988 23ª giornata | Sorrento | 0 – 0 | Juventus Stabia |  |

| 13 marzo 1988 24ª giornata | Ercolanese | 1 – 0 | Sorrento |  |

| 20 marzo 1988 25ª giornata | Sorrento | 2 – 1 | Siracusa |  |

| 2 aprile 1988 26ª giornata | Benevento | 1 – 1 | Sorrento |  |

| 10 aprile 1988 27ª giornata | Sorrento | 2 – 0 | Pro Cisterna |  |

| 17 aprile 1988 28ª giornata | Sorrento | 0 – 0 | Palermo |  |

| 24 aprile 1988 29ª giornata | Cavese | 2 – 0 | Sorrento |  |

| Arbitro: | Risetti (Voghera) |

|                                          |           |             |
| Ianniello 52’ Donnarumma 77’ Pivetta 88’ | Marcatori | 83’ Di Baia |

| 15 maggio 1988 31ª giornata | Kroton | 0 – 0 | Sorrento |  |

| 22 maggio 1988 32ª giornata | Sorrento | 2 – 2 | Atletico Catania |  |

| 29 maggio 1988 33ª giornata | Giarre | 1 – 0 | Sorrento |  |

| 5 giugno 1988 34ª giornata | Sorrento | 3 – 2 | Trapani |  |